# Crematogaster wasmanni
Crematogaster wasmanni är en myrart som beskrevs av Santschi 1910. Crematogaster wasmanni ingår i släktet Crematogaster och familjen myror. Inga underarter finns listade i Catalogue of Life.